# 那赖遗址
那赖遗址，位于中国广西壮族自治区百色市田阳区城西约3公里，第七批全国重点文物保护单位，类型为古遗址，为第六批广西壮族自治区文物保护单位，公布时间为2013年5月。
那赖遗址的历史年代为旧石器时代。